# Campomanesia lineatifolia
La chamba, champa, guayabo de Anselmo, palillo o michinche (Campomanesia lineatifolia) es una especie de planta perteneciente a la familia de las mirtáceas.

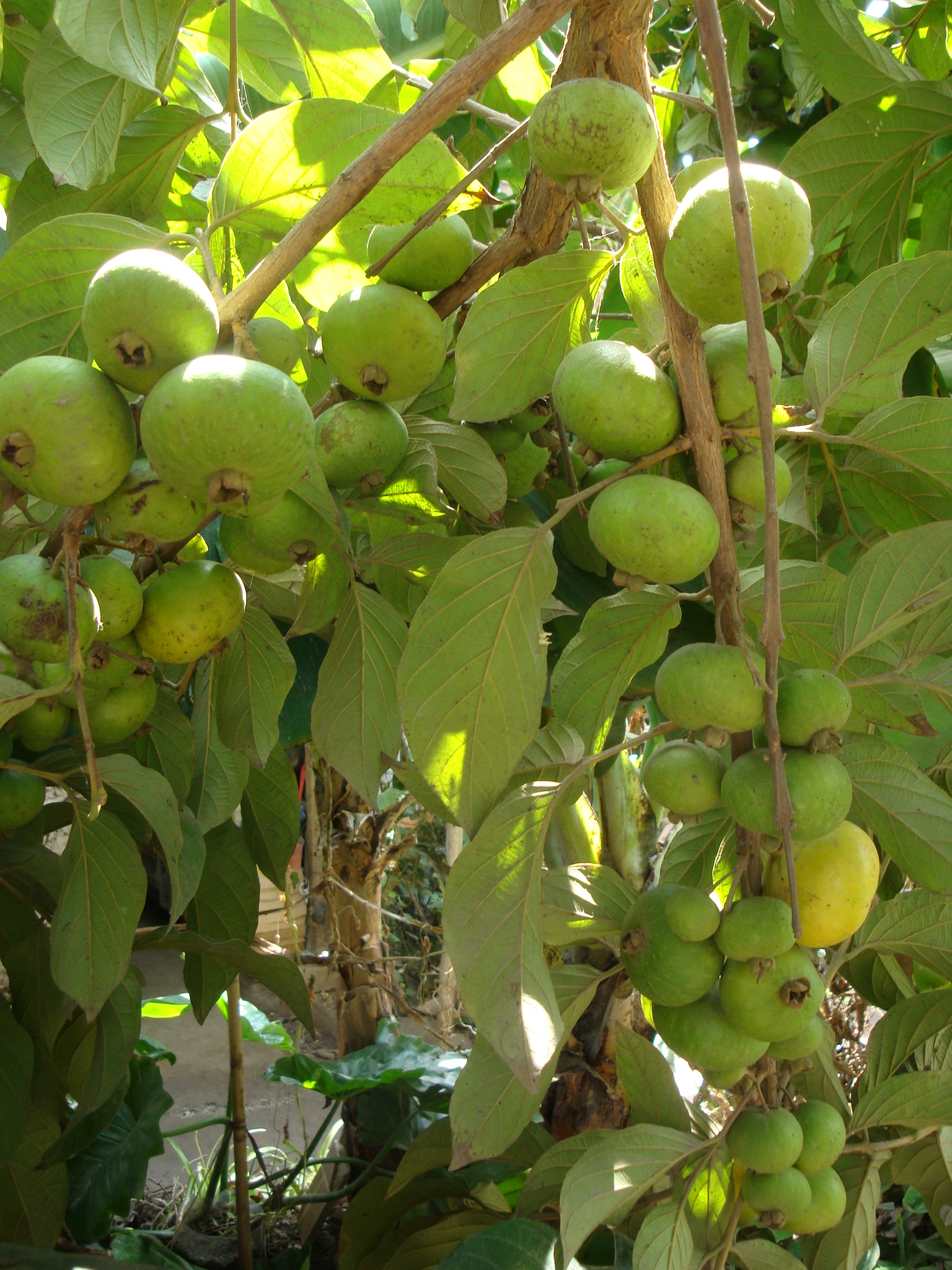
Frutos

## Distribución y hábitat
Es originaria del piedemonte de la Amazonia y se encuentra en los bosques secundarios en Colombia, Venezuela, Ecuador, Perú, Bolivia y occidente de Brasil, en climas con una temperatura promedio entre 22 y 30 °C con abundante humedad (precipitaciones pluviales anuales superiores a los 1.500 mm), entre los 800 y 2.000 m s. n. m.

## Descripción
Árbol con tronco ligeramente surcado; de fuste grueso, con 25 cm de diámetro; 8 a 10 m de altura; corteza seca blancuzca, delgada y desprendible en tiras largas. Tiene hojas opuestas de 9 por 4 cm y con nervios bien marcados en el envés. Las flores son de color crema de 15 mm de diámetro. Los frutos son bayas, amarillas al madurar, de 30 mm de diámetro en promedio, aunque pueden alcanzar hasta 70 mm y hasta 140 g de peso.

## Propiedades
La pulpa jugosa, carnosa y de color crema es comestible, ligeramente dulce con cáscara ácida, proporciona calcio, fósforo y vitamina C, contiene 1,6% de proteína y en su interior hay cuatro a diez semillas de color castaño, aplanadas, de 1 cm de diámetro.

## Taxonomía
Campomanesia lineatifolia fue descrita por Ruiz & Pav. y publicado en Systema Vegetabilium Florae Peruvianae et Chilensis 128. 1798.
Sinonimia
- Campomanesia cornifolia Kunth
- Campomanesia rivularis (Mart. ex DC.) Nied.
- Psidium lineatifolium (Ruiz & Pav.) Pers.
- Psidium rivulare Mart. ex DC.[5]